# Danisa Astudillo
Danisa Alejandra Astudillo Peiretti (Iquique, 3 de mayo de 1975) es una ingeniera comercial y política chilena del Partido Socialista (PS). Desde marzo de 2022 ejerce como diputada por el Distrito 2 de la Región de Tarapacá. Anteriormente se desempeñó como concejal de Iquique.

## Biografía
Nació en la ex Oficina Salitrera Victoria, siendo hija de Luis Astudillo Ardiles y Luz Peiretti Peña, ambos militantes socialistas exiliados. Es hermana del médico Luis Astudillo Peiretti, quien desde 2021 ejerce como alcalde de Pedro Aguirre Cerda. Es soltera y madre de un hijo.
Cursó hasta cuarto año de enseñanza básica en el Trinity College. En 1985, al trasladarse su familia a Francia, continúa sus estudios en la institución educativa Lycee Champlain, en Chennevieres. Posteriormente, ingresa a la carrera de ingeniería comercial en la Universidad Católica del Norte, titulándose el año 2000.
Inició su carrera política como presidenta del Centro de Alumnos de la carrera de ingeniería comercial de la Universidad Católica del Norte. Luego entró a trabajar al Estado en el Servicio de Vivienda, Bienes Nacionales y el Instituto Nacional de la Juventud (INJUV). En 2007 asumió como Secretaria Regional Ministerial de Planificación y Coordinación durante el gobierno de Michelle Bachelet. Debido a su fuero maternal permaneció en el cargo durante el gobierno de Sebastián Piñera, presentando su renuncia a inicios de 2012.
En las elecciones municipales de 2012 fue elegida como concejal de Iquique, cargo que ocupó hasta 2016. En 2014, asumió como directora del Fondo de Solidaridad e Inversión Social (FOSIS) de Tarapacá.
En 2017 fue candidata a diputada por el Distrito 2, que conforma las comunas de Alto Hospicio, Camiña, Iquique, Huara, Colchane, Pozo Almonte y Pica, sin ser elegida.
Para las elecciones parlamentarias de 2021 nuevamente presentó su candidatura, en una decisión que generó una división en Comité Regional del Partido Socialista de Tarapacá, en donde acusaron a los dirigentes de Santiago de «imponer» su postulación. Pese a esto la postulación de Astudillo siguió en pie y logró 7.582 votos, correspondientes al 7,57% del total de los sufragios, consiguiendo la elección. Asumió el cargo el 11 de marzo de 2022.